# Долина Бора
Доли́на Бо́ра (лат. Vallis Bohr) — долина на Місяці, яка знаходиться на західному краю видимого боку і простягається на південь від кратера Ейнштейн. Долина отримала назву по розташованому неподалік кратера Бор, а той, у свою чергу названо на честь данського фізика-теоретика Нільса Бора. Назву затверджено Міжнародним астрономічним союзом у 1976 році.
Долина має форму заглибини довжиною близько 95 кілометрів. Цілком ймовірно, що долина Бора є вторинним ударним утворенням і з'явилася при утворенні Моря Східного, розташованого південніше. Долина зорієнтована радіально до басейну Моря Східного.
Селенографічні координати центральної частини об'єкта — 12°24′ пн. ш. 86°36′ зх. д. / 12.4° пн. ш. 86.6° зх. д..